# L'Idiot (film, 2009)
Pour les articles homonymes, voir Idiot.
Pour plus de détails, voir Fiche technique et Distribution.
L'Idiot est un film français réalisé par Pierre Léon, sorti en 2009. C'est une adaptation d'un épisode se situant à la fin de la première partie de l'Idiot de Fiodor Dostoïevski.

## Synopsis
Le prince Mychkine arrive chez Nastassia Philippovna. Il y retrouve Epantchine, Totski, Ferdychtchenko, Gania et Daria Alexeïevna. Pour tromper l'ennui, Nastassia Philippovna propose à chacun de raconter sa plus vilaine action.

## Fiche technique
- Titre : L'Idiot
- Réalisation : Pierre Léon
- Scénario : Pierre Léon
- Musique : Benjamin Esdraffo
- Photographie : Thomas Favel
- Montage : Martial Salomon
- Production : Pierre Léon
- Société de distribution : Baba Yaga Distribution (France)
- Pays de production :  France
- Genre : comédie dramatique
- Durée : 61 minutes
- Date de sortie : France : 15 avril 2009

## Distribution
- Jeanne Balibar : Nastassia Philippovna
- Laurent Lacotte : Le prince Mychkine
- Sylvie Testud : Daria Alexeïevna
- Bernard Eisenschitz : Totski
- Pierre Léon : Le général Epantchine
- Jean Denizot : Ferdychtchenko
- Serge Bozon : Gania
- Vladimir Léon : Rogogine
- Renaud Legrand : Lebedev
- Martial Salomon : Ptitsyne
- Thomas Maurice : L'étudiant en médecine
- Benjamin Esdraffo : Keller
- Chloé Dussère : Véra